# Оранжевое вино

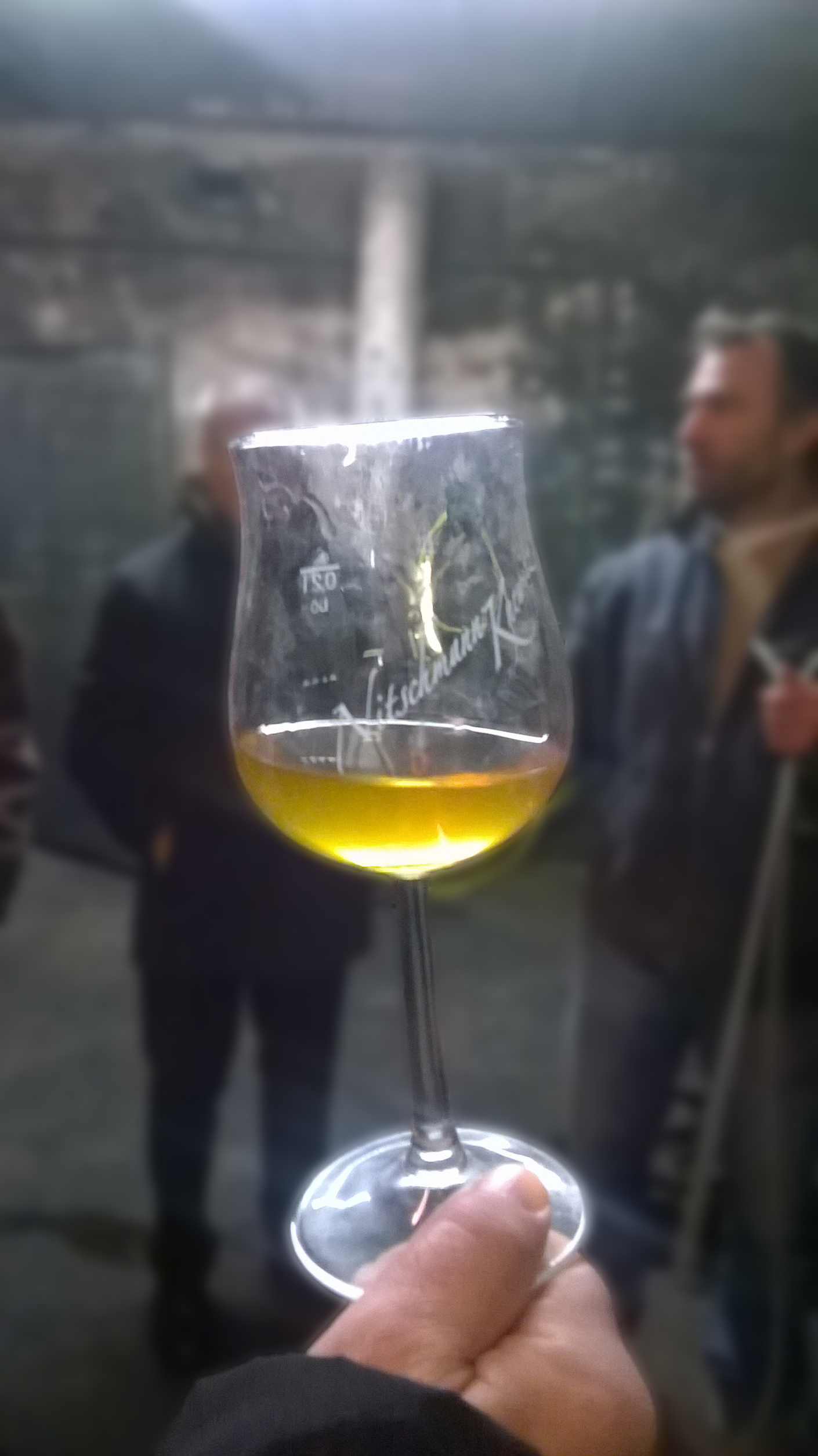
Оранжевое вино до осветления и стабилизации

Оранжевое вино, также известное как янтарное вино, или просто оранж — это тип белого вина, где кожица не удаляется, как при обычном производстве, а остаётся в контакте с соком на протяжении дней или даже месяцев. Это отличается от классического производства белого вина, где виноград измельчается и сок быстро отделяется от кожицы и попадает в сосуд для ферментации. Кожица содержит пигменты, фенолы и танины, которые обычно считаются нежелательными для белых вин, тогда как для красных вин контакт с кожицей и мацерация являются важной частью процесса виноделия, который придаёт красному вину его цвет, вкус, и текстуру.
Международная организация виноградарства и виноделия описывает оранжевое/янтарное вино как «Белое вино с мацерацией» и предписывает минимальную продолжительность фазы мацерации в 1 месяц.